# Trast

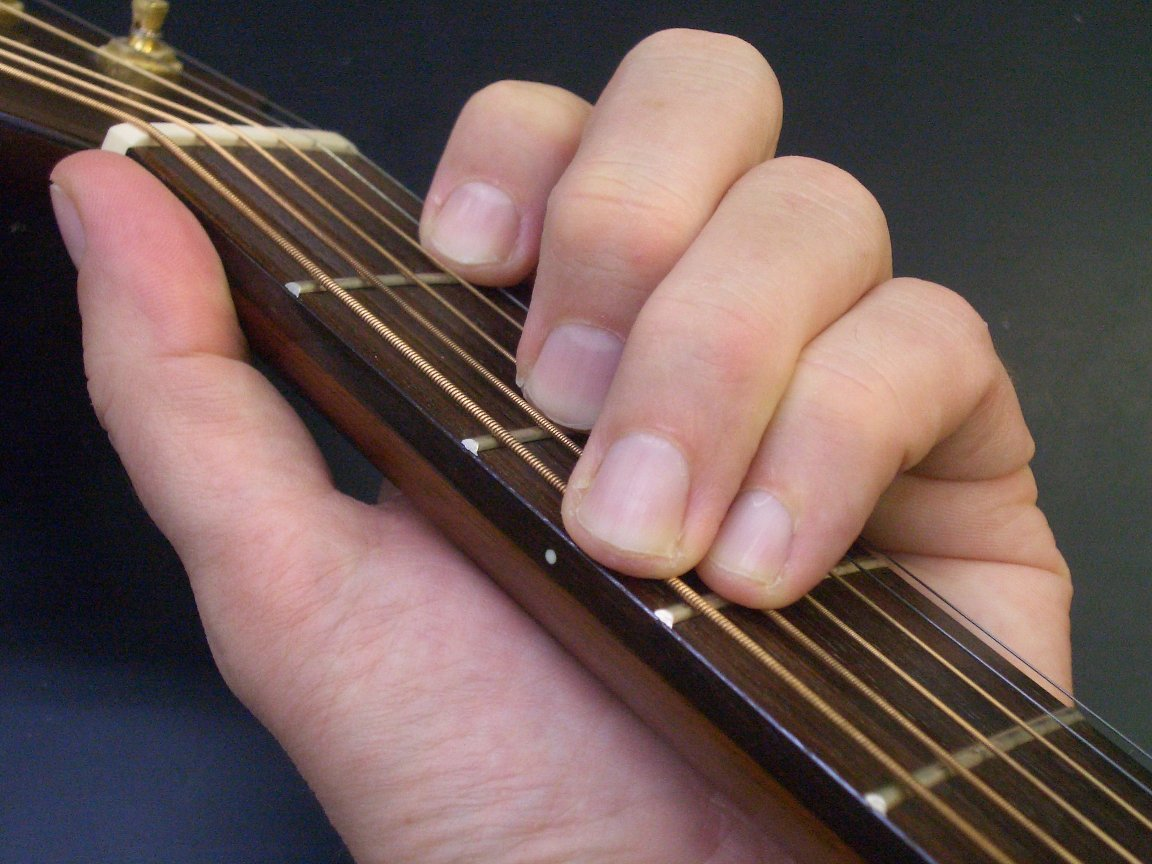
La petjada de do major en guitarra requereix posicionar els dits en tres trasts.

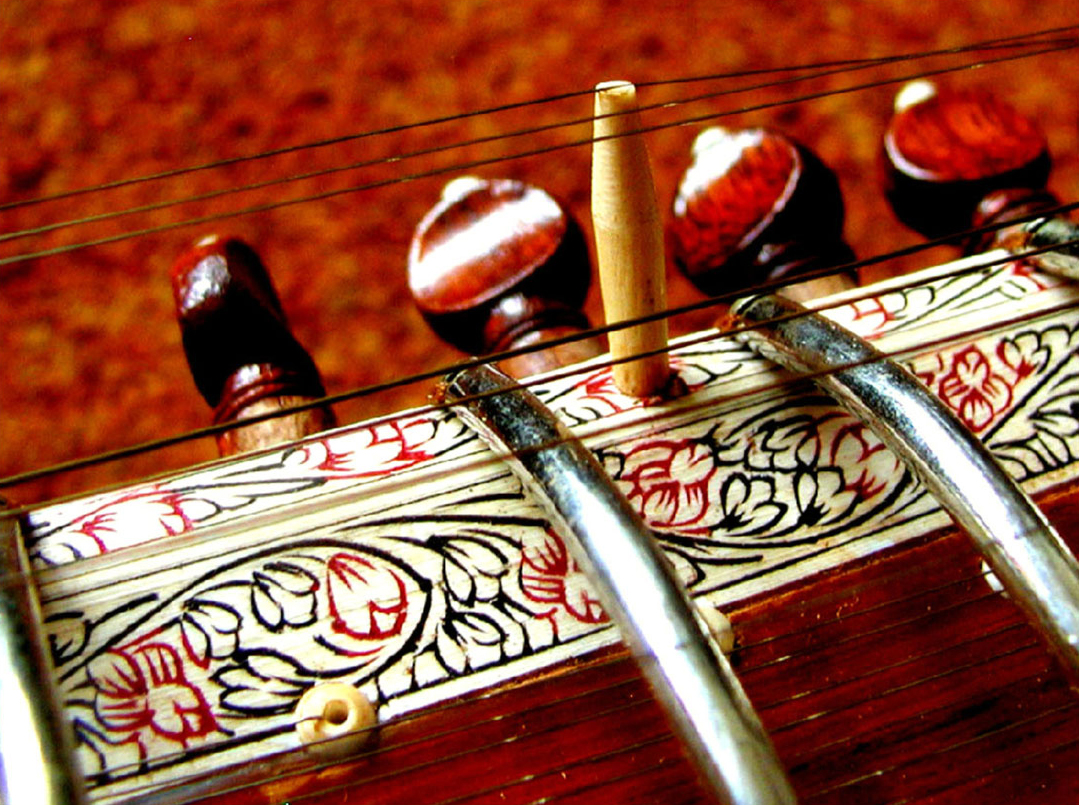
Detall del batedor d'un sitar on es poden apreciar els trasts sobreelevats en respecte al batedor

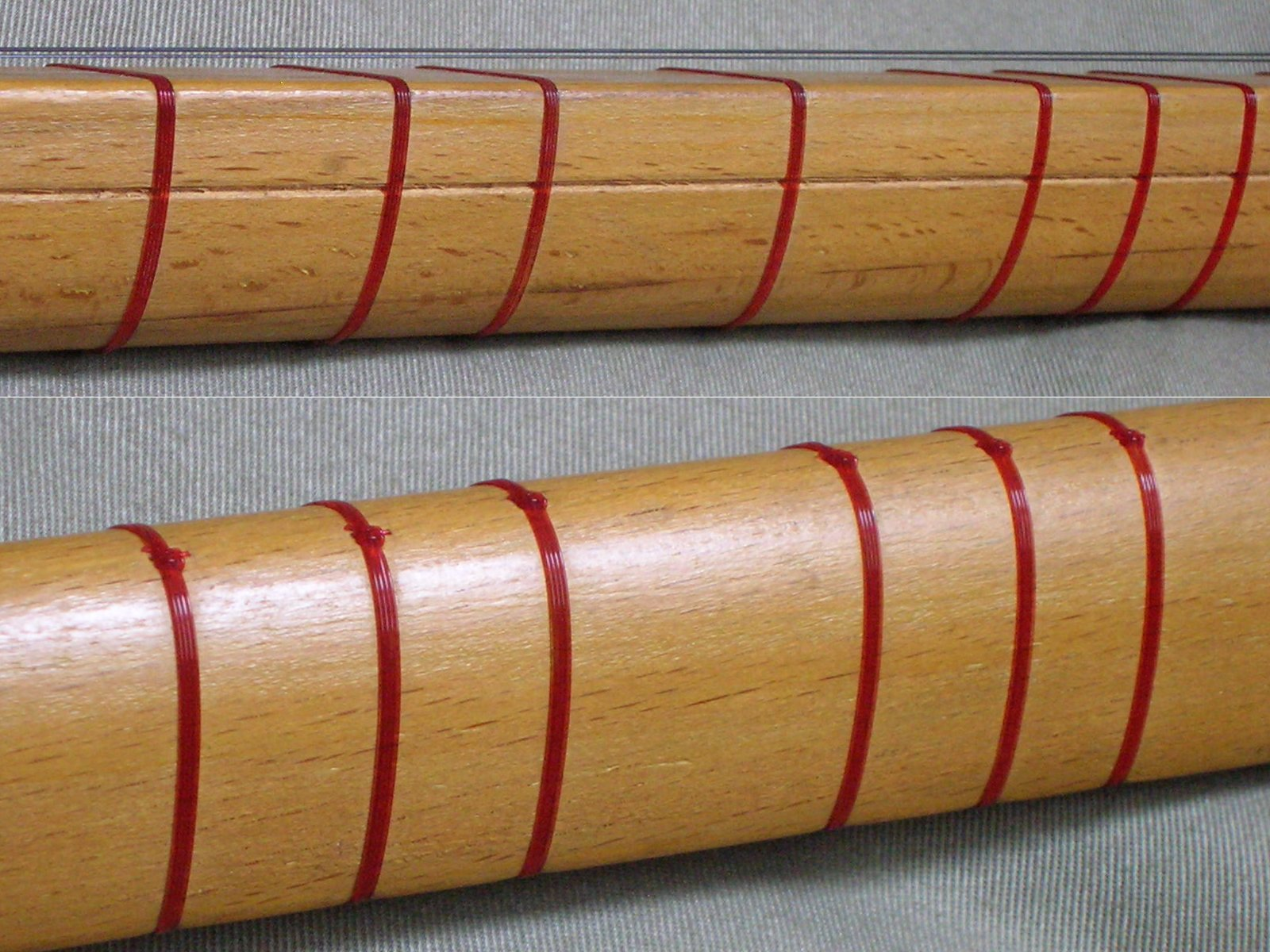
Vista lateral i posterior dels trasts lligats al voltant del mànec d'un saz

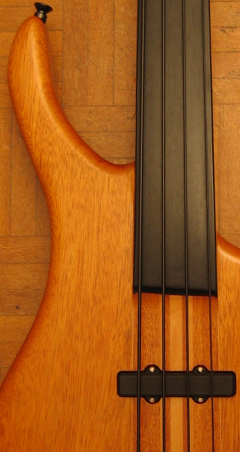
Detall d'un baix sense trasts

Un  trast  és la separació que existeix en el batedor del mànec de molts instruments de corda. En la majoria dels instruments moderns els trasts són fines tires de metall (alpaca, níquel o acer) incrustades en el batedor. En alguns instruments antics -com per exemple en les violes d'arc i en instruments no procedents d'Europa (com en el cas del saz que apareix a la imatge) es feien servir cordes lligades al mànec a manera de trasts que requerien reajustaments periòdics. Això permetia poder interpretar amb afinacions diverses.
Els trasts estan col·locats en punt determinats de manera que en prémer la corda sobre aquest punt es produeixi un escurçament tal de la llargada de corda que entra en vibració que produeixi una nota d'una altura concreta. La distància acústica entre dos trasts en els instruments de la música occidental és d'un semitò.
Alguns instruments de corda es construeixen amb trasts i sense, com és el cas, per exemple, del baix elèctric; a vegades les línies que marquen els espais són simplement impreses. El que un instrument no porti trasts, és un factor a considerar segons el tipus de so desitjat, com per exemple per al jazz, atès que això permet lliscar posicions.